# Pescasseroli
Pescasseroli, stad i provinsen Aquila i södra Abruzzi, Italien. Kommunen hade 2 174 invånare (2018) och gränsar till kommunerna Alvito, Bisegna, Campoli Appennino, Gioia dei Marsi, Lecce nei Marsi, Opi, San Donato Val di Comino, Scanno och Villavallelonga.
Här finns Abruzzi nationalpark, som öppnades 1923. Från staden kommer bland andra filosofen  Benedetto Croce.